# كرايغ لوي
كرايغ لوي (بالإنجليزية: Craig Lowe)‏ هو سياسي أمريكي، ولد في 18 يوليو 1957 في أتلانتا في الولايات المتحدة. حزبياً، نشط في الحزب الديمقراطي.